# Veleta de Söderala

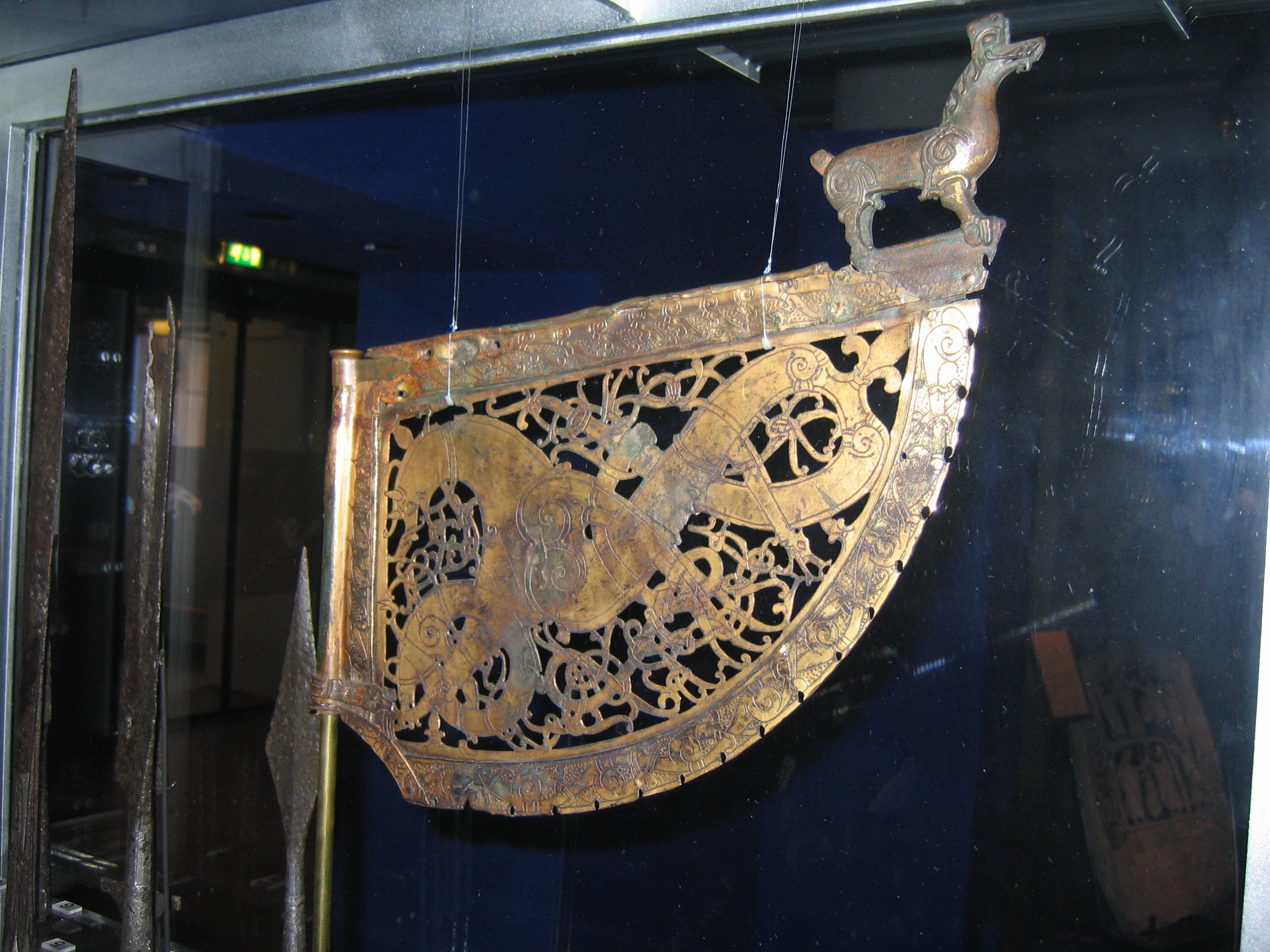
Detalle de la Veleta de Söderala (siglos -)

La Veleta de Söderala es una pieza antigua que fue usada como veleta hacia 1700 en la iglesia de Söderala, en Hälsingland, Suecia.
Originalmente era una pieza de cobre, posteriormente dorada artificialmente, que posiblemente fue usada en la proa de un drakkar o una nave similar de los vikingos entre 980 y 1080. Ricamente decorada con formas animales, se ha clasificado como una obra de estilo Ringerike. 
Estos estandartes se fabricaban en cobre, bronce u otro tipo de metal dorado. Existen otras dos piezas similares que confirman el uso habitual de este tipo de simbología en las naves de guerra vikingas: la veleta de Källunge y la veleta de Heggen. La teoría es que estas piezas fueron precursoras del estandarte del cuervo, aunque sigue en entredicho si se consideran las banderas más antiguas del mundo.
Actualmente se encuentra expuesta en el Museo de Historia de Suecia. Una copia sigue en la iglesia de Söderala.